# La Mort de Louis XIV
Pour plus de détails, voir Fiche technique et Distribution.
La Mort de Louis XIV est un drame historique franco-espagnol coécrit, coproduit, réalisé et monté par Albert Serra, sorti en 2016. Relatant la mort de Louis XIV, roi de France et de Navarre, il est présenté en « Séances spéciales » au Festival de Cannes 2016.

## Synopsis
Atteint d'un mal mystérieux à la jambe, Louis XIV est peu à peu contraint de garder le lit. Ses médecins reconnaissent trop tard que son corps est pris par la gangrène et une pénible agonie le mène jusqu'à la mort.

## Fiche technique
- Titre français : La Mort de Louis XIV
- Titre international : The Death of Louis XIV
- Réalisation : Albert Serra
- Scénario : Thierry Lounas et Albert Serra
- Assistant réalisateur : Maïa Difallah
- Décors : Sebastian Vogler
- Costumes : Nina Avramovic
- Photographie : Jonathan Ricquebourg
- Cadre :  Jonathan Ricquebourg, Julien Hogert et Artur Tort
- Son : Anne Dupouy et Jordi Ribas
- Casting : Joël Carrigou
- Montage : Ariadna Ribas, Albert Serra et Artur Tort
- Musique : Marc Verdaguer, utilisation anachronique de la Messe en ut mineur de Mozart composée en 1782
- Production : Thierry Lounas ; Claire Bonnefoy, Joaquim Sapinho et Albert Serra (coproduction)
- Sociétés de production : Capricci ; Andergraun Films, Bobi Lux et Rosa Filmes (pt) (coproduction)
- Société de distribution : Capricci
- Pays d'origine :  France/ Espagne/ Portugal
- Langue originale : français avec quelques séquences en latin
- Format : couleur - 35 mm
- Genre : drame, historique et biopic
- Durée : 115 minutes
- Dates de sortie :
  - France : 19 mai 2016  (Festival de Cannes) ; 2 novembre 2016 (nationale)

## Distribution
- Jean-Pierre Léaud : Louis XIV
- Bernard Belin : Mareschal, le chirurgien
- Patrick d'Assumçao : Fagon, le médecin
- Irène Silvagni : Madame de Maintenon
- Marc Susini : Louis Blouin, le premier valet de chambre
- Olivier Cadiot : un médecin
- Jacques Henric : père Le Tellier
- Philippe Dion : cardinal de Rohan
- Jeanette Chevalier : Madame de Ventadour

## Accueil

### Sorties
La Mort de Louis XIV est sélectionné en « Séances spéciales » et projeté le 19 mai 2016 au Festival de Cannes, avant sa sortie nationale le 2 novembre 2016 en France.

### Accueil critique
Charlotte Garson note dans le mensuel Études no 4232 de novembre 2016 -revue de culture contemporaine- que « Serra excelle à faire cohabiter, dans son huis clos, passé, présent et avenir de la monarchie » et que « la fiction d'époque le dispute au documentaire sur l'acteur Jean-Pierre Léaud, qui est à l'histoire de la Nouvelle vague l'équivalent du Roi Soleil ».

## Distinctions

### Récompenses
- Festival international du film de Jérusalem 2016 : « International Competition »
  - Haggiag du meilleur film international pour Albert Serra
  - The Wilf Family Foundation Award du meilleur film international pour Albert Serra
- Prix Jean Vigo 2016 du long-métrage pour Albert Serra[1]
- Prix Lumières 2017 : 
  - Meilleur acteur pour Jean-Pierre Léaud
  - Meilleure photographie pour Jonathan Ricquebourg

### Nominations et sélections
- Festival international du film de Busan 2016 : « World Cinema »
- Festival de Cannes 2016 : « Séances spéciales »
- Festival du film de Londres 2016 : « Dare »
- Festival international du film de Melbourne 2016 : « Films Français sélectionnés »
- Festival International du Film de Munich 2016 : « Films Sélectionnés »
- Festival du film de New York 2016 : « Explorations »
- Festival international du film de Toronto 2016 : « Wavelengths »
- Festival international du film Nouveaux Horizons 2016 : « Panorama »

### Internet
- La Mort de Louis XIV, le dossier de presse